# Poecilocloeus sexnotatus
Poecilocloeus sexnotatus är en insektsart som beskrevs av Marius Descamps 1980. Poecilocloeus sexnotatus ingår i släktet Poecilocloeus och familjen gräshoppor. Inga underarter finns listade i Catalogue of Life.